# Atu Lara
Atu Lara (Atolara, Atulara) ist eine osttimoresische Aldeia im Suco Maliubu (Verwaltungsamt Bobonaro, Gemeinde Bobonaro). 2015 lebten in der Aldeia 702 Menschen.

## Geographie
Atu Lara bildet den Westen des Sucos Maliubu. Östlich liegen die Aldeias Nunupa und Hatu-Udu. Im Süden grenzt Atu Lara an den Suco Tebabui, im Südwesten an den Suco Lourba, im Westen an den Suco Soileco und im Norden an den Suco Obulo. Die Nordgrenze bildet der Marobo, ein Nebenfluss des Lóis. In ihn mündet der Babalai, der die Grenze zu Soileco bildet.
Durch den Osten führt die Überlandstraße von Maliana nach Atsabe. Abseits davon liegen die Orte Atu Lara und Poelau sowie ein Hospital und der Friedhof  Hatulara.

## Politik
2023 wurde Filipe Goncalves Barros zum Chefe de Aldeia gewählt.